# 한국농수산물도매시장법인협회
한국농수산물도매시장법인협회는 도매시장의 건전하고 자율적인 발전에 기여 목적으로 1974년 1월 14일 설립된 대한민국 농림수산식품부 소관의 사단법인이다. 사무실은 서울특별시 송파구 장지동 841-4 대진프라자 405호에 있다.

## 주요 사업
- 농수산물도매시장제도에 관한 조사연구
- 농수산물 도매시장 업무에 관한 통계조사 및 정보⋅자료의 수집 및 보급
- 도매시장 종사자에 대한 교육 실시
- 생산자 및 생산자단체의 도매시장 직출하유도와 상장경매 정착을 통하여 유통비용 절감과 공정거래질서를 조성하기 위한 제반사업
- 도매시장법인의 겸영사업 관련 지원사업
- 전산정보화 사업